# The party's over (Sandra Reemer)
The party's over is een single van Sandra Reemer. Het was de eerste single sinds lange tijd, die onder haar volledige naam verscheen.
Reemer deed voor de derde keer mee aan het Nationaal Songfestival. Ze zong solo tijdens het festival in 1970 (werd niet gekozen) en samen met Dries Holten in 1972 (en werd wel gekozen). Het Nationaal Songfestival 1976 had een wrang tintje. Sandra Reemer zong, maar ook haar voormalige partner uit Sandra en Andres was van de partij met een andere zangeres onder de naam Rosy & Andres.
Het nummer was, evenals Als het om de liefde gaat, een lied van Hans van Hemert in een bewerking van Harry van Hoof. Reemer werd negende van achttien deelnemers tijdens het Eurovisiesongfestival 1976 in Den Haag.
De B-kant Mrs. Lonely was van dezelfde combinatie van Hemert en Van Hoof.

## Hitnotering
Deze voormalige Alarmschijf bleef steken op plaats 3; het moest Nazareth met Love Hurts en Slik met Forever and Ever voor zich dulden.

### Nederlandse Top 40
| Positie: | 15 | 5 | 3 | 3 | 14 | 26 | 34 | 40 | uit |

### NederlandseDaverende 30
Ook hier haalde ze de eerste plaats niet. Anita Meyer zat haar met The alternative way in de weg, evenals Marianne Rosenberg met Ich bin wie du.
| Positie: | 25 | 15 | 6 | 3 | 4 | 12 | uit |

### BelgischeBRT Top 30
| Positie: | 20 | 11 | 14 | 11 | 17 | 29 | uit |

### VlaamseUltratop 30
| Positie: | 21 | 13 | 10 | 11 | 13 | uit |

Sandra Reemer

Al di là · Stille nacht, heilige nacht · 'k Zweef aan m'n ballonnetje · Gloria, gloria · Sluimer zacht · Singapura · Hoe leit dit kindeke · Mijn gitaar · Kopi susu · Als jij maar wacht · Een bos rozen · Heimwee · Mijn concert · Teddy song · Jij vergeet · Since you have gone · (I've got) A love like a rainbow · Simon Zealotes · Love me, honey · The party's over · Trust in me · This is your heartbeat · How little we know · Colorado · Nothing's gonna change · It hurts to be in love · America here I come · Indonesia · Get it on · Rien ne va plus · Fly like an angel · Gold · All out of love · Sleep with me tonight · Laughter in the rain · Goodnight, sweetheart, goodnight · Smoke gets in your eyes · La colegiala · For your love · He was the one · Love is cruel · Domenica · The last goodbye · Mensen zoals jij · Kom naar me toe · Alles wat ik wil · Een boom voor het leven · De mooiste droom is vogelvrij
Sandra en Andres

Storybook children · Somethin' in my heart · For the first time in my life · Reach for the moon · Let us pray together · Love is all around · Those words · Que je t'aime · Mary Madonna · Als het om de liefde gaat · Mama mia · Auntie · Aime-moi · Dzjing boem! · True love · You believed · Oh, nous sommes très amoureux
Dutch Divas

Work that body · From New York to L.A.
1956: De vogels van Holland / Voorgoed voorbij · 1957: Net als toen · 1958: Heel de wereld · 1959: 'n Beetje · 1960: Wat een geluk · 1961: Wat een dag · 1962: Katinka · 1963: Een speeldoos · 1964: Jij bent mijn leven · 1965: 't Is genoeg · 1966: Fernando en Filippo · 1967: Ring-dinge-ding · 1968: Morgen · 1969: De troubadour · 1970: Waterman · 1971: Tijd · 1972: Als het om de liefde gaat · 1973: De oude muzikant · 1974: Ik zie een ster · 1975: Ding-a-dong · 1976: The party's over · 1977: De mallemolen · 1978: 't Is O.K. · 1979: Colorado · 1980: Amsterdam · 1981: Het is een wonder · 1982: Jij en ik · 1983: Sing me a song · 1984: Ik hou van jou · 1986: Alles heeft ritme · 1987: Rechtop in de wind · 1988: Shangri-la · 1989: Blijf zoals je bent · 1990: Ik wil alles met je delen · 1992: Wijs me de weg · 1993: Vrede · 1994: Waar is de zon · 1996: De eerste keer · 1997: Niemand heeft nog tijd · 1998: Hemel en aarde · 1999: One good reason · 2000: No goodbyes · 2001: Out on my own · 2003: One more night · 2004: Without you · 2005: My impossible dream · 2006: Amambanda · 2007: On top of the world · 2008: Your heart belongs to me · 2009: Shine · 2010: Ik ben verliefd (sha-la-lie) · 2011: Never alone · 2012: You and me · 2013: Birds · 2014: Calm after the storm · 2015: Walk along · 2016: Slow down · 2017: Lights and shadows · 2018: Outlaw in 'em · 2019: Arcade · 2020: Grow · 2021: Birth of a new age · 2022: De diepte · 2023: Burning daylight · 2024: Europapa